# 近藤用行
近藤 用行（こんどう もちゆき）は、江戸時代前期の大身旗本。近藤秀用の孫であり、近藤用可（気賀近藤家初代）の庶長子である。秀用（もと遠江井伊谷藩主）と用可の所領であった井伊谷領を分割して治めた「五近藤家」の一つ・大谷近藤家（3000石）の初代。

## 生涯
慶長9年（1604年）、近藤用可の長子として生まれる。用可は近藤秀用の二男で、別家（気賀近藤家）を起こして最終的に5000石の大身旗本となる。
元和8年（1622年）に父の用可が任務中の事故で没する。用行は庶出であったため、家督は弟の近藤用治が継いだ。
寛永元年（1624年）、用治は庶兄である用行に2000石（遠江国敷知郡・長上郡内）を分知し、用行は旗本寄合席に列した。寛永2年（1625年）7月27日、領知朱印状を発給される。寛永8年（1631年）、8940石を領していた祖父の近藤秀用（もと井伊谷藩主）が没し、その領地から400石が分与された。
寛永9年（1632年）7月5日、御徒頭に就任。同年12月に布衣を許される。寛永10年（1633年）2月19日、同じ御徒頭の神尾守勝・朽木友綱・安藤正珍とともに、宇治採茶使に任じられる。宇治採茶使は将軍家御用の新茶を宇治から江戸に運ぶ任務（いわゆる「御茶壷道中」）で、前年の寛永9年（1632年）に制度化された。近藤用行らの発遣が、制度化された宇治採茶使の最初の事例である。同年12月27日、遠江国榛原郡内で500石を加増され、新田分を合わせて知行は3000石となった。寛永16年（1639年）5月13日に御徒頭を辞任。慶安4年（1651年）6月18日に御鉄炮頭となる。
領主としては寛永9年（1632年）、領内の摩訶耶村（現・浜名区三ヶ日町摩訶耶）にある真言宗の古刹・摩訶耶寺の本堂再建に力添えを行った。
寛文4年（1664年）11月4日死去、享年61。『寛政譜』によれば江戸・湯島の称仰院に葬られ、子孫代々の葬地となった。また、摩訶耶寺には用行夫妻の供養墓がある。

## 系譜
『寛政譜』には、実子として男子1人、養子として男子1人・女子1人を載せる。子の続柄の後に記した ( ) 内の数字は『寛政譜』での掲載順。
- 父：近藤用可
- 正室：阿倍正之の娘
- 継室：渡辺宗綱の娘
  - 長男(2)：近藤用高
- 養子女
  - 養子(1)：近藤用信 - 阿倍正之の四男。補足参照。
  - 養女(3)：由良貞長の娘。大久保忠隆妻。

### 補足
- 養子の用信は、『寛政譜』の阿倍家の譜の記載順に従えば、用行の最初の妻の弟である[8]。用信は「ゆへありて」阿倍家に帰ったのち、実兄の大久保正朝（阿倍正之の二男）の養子となって大久保忠隆と名を改める[8][9]。下に掲げる用行養女を妻としている。
- 養女は、『寛政譜』の近藤家の譜には「由良市兵衛貞長が女」とある[1]。この貞長は前名を由良忠繁とする高家由良家3代当主であり[10][注釈 4]、用行の妹[注釈 5]（近藤用可の娘）の夫である。用行養女の生母について、『寛政譜』には記載がない。

### 大谷近藤家
用行の子孫は3000石の旗本として存続した。遠江国引佐郡大谷（現・浜松市浜名区三ヶ日町大谷）に陣屋を置いたことから「大谷近藤家」と呼ばれる。大谷近藤家は幕末まで、近藤用行―用高―用赴―用寿―用為―用温―用誉―力之助と継承された。2代近藤用高（備中守）は長崎奉行・大目付に就任した。5代近藤用為は小姓を務めて甲斐守に叙任されている。
大谷近藤家当主はほとんどが江戸に在り、知行地の行政は陣屋役人によって行われた。陣屋役人は、年貢収納に当たる「地方」3名と、訴訟処理に当たる「公事方」2名の、合計5名であった。地元では地方を「お代官様」、公事方を「お奉行様」などと呼んで敬った。
『三ケ日町史』によれば、当初は本家の気賀陣屋を拠点として知行地の行政が行われたが、寛永6年（1629年）に大野喜兵衛頼忠を給人として大谷村に居屋敷を命じ、同村に陣屋を設けたとされる。ただし、用行の時代に陣屋が置かれたのは摩訶耶村（現・浜名区三ヶ日町摩訶耶）で、大谷村に陣屋を構えて移ったのは2代近藤用高の時代、延宝9年（1681年）頃と叙述するものもある。
陣屋役人当初江戸から派遣されていた。享保元年（1716年）に大谷陣屋に赴任した陣屋役人・中村伴左衛門は年貢の増徴を図り、近藤家領惣百姓は領主に2度にわたって江戸の領主に減免を求める越訴を行った。享保年間（1716年 - 1735年）には給人の大野喜兵衛頼郷が大谷陣屋の陣屋役人主座に任じられ、以後大野家が主座を世襲するようになった。また、地方には領内の旧家・豪族（各村の庄屋を務める家とも重なる）の人々が任命された。
天保13年（1842年）、第7代近藤用誉の時に、長上郡内野村（現・浜名区内野）に陣屋を移した。内野村は天竜川西岸・三方ヶ原北東部に位置する。内野村は米商人として財を成した横田茂兵衛の本拠で、貸し付けなどを通して周辺諸領主の財政に浸透し、大谷近藤家でも知行地の代官として横田家を登用するようになった。大谷近藤家の陣屋移転は、横田家が牽引したものと見られる。以後の大谷近藤家は「内野近藤家」とも呼ぶ。